# Vestfronten under 2. verdenskrig
Vestfronten under 2. verdenskrig omfattede Danmark, Norge, Luxembourg, Belgien, Holland, Frankrig og det vestlige Tyskland. Kampene på landjorden på Vestfronten foregik i to perioder. Den første var i foråret 1940 og resulterede i at Danmark, Norge, Holland, Belgien, Luxembourg og Frankrig blev løbet over ende og overgav sig. Herefter gik der en periode på næsten fire år, hvor kampene på Vestfronten næsten udelukkende blev udkæmpet i luften. Det startede med Slaget om England, og fortsatte senere med den strategiske bombekampagne mod Tyskland.
Den anden periode med krig på landjorden begyndte i juni 1944 med invasionen i Normandiet og fortsatte indtil Tysklands kapitulation i maj 1945.

## 1939–40: Aksemagternes sejre

### Spøgelseskrigen
Spøgelseskrigen kaldte man den første del af krigen på Vestfronten. Den var kendetegnet ved relativt få militære operationer og strakte sig fra Tysklands angreb på Polen i september 1939 frem til Slaget om Frankrig i maj 1940. Selv om de europæiske stormagter havde erklæret hinanden krig var ingen af siderne klar til at indlede et større angreb, og der foregik derfor forholdsvis få kamphandlinger på landjorden.
Mens hovedparten af den tyske hær kæmpede i Polen, bemandede en langt mindre tysk styrke Siegfried-linjen, den tyske forsvarslinje ved den franske grænse. I Maginot-linjen på den anden side af grænsen stod de franske og britiske styrker opmarcheret mod dem; men det kom kun til mindre lokale træfninger. Det britiske Royal Air Force nedkastede flyveblade i Tyskland og de første canadiske tropper ankom til Storbritannien, mens der var underligt roligt i Vesteuropa i 7 måneder.
I deres hast for at genopruste var Storbritannien og Frankrig ved krigens start begyndt at købe store mængder våben i USA for herigennem at supplere deres egen produktion. Det ikke-krigsførende USA bidrog til de Vestallierede med salg af militærudstyr. Tyske forsøg på at afbryde den transatlantiske forbindelse udløste Slaget om Atlanten.

### Skandinavien
Mens der var stille på Vestfronten i april 1940 kom det for alvor til kampe mellem de Allierede og tyskerne under invasionen af Norge som var en del af
Operation Weserübung, der også omfattede besættelsen af Danmark. Ved at invadere Norge, lykkedes det tyskerne at komme de Allierede i forkøbet. De havde planlagt landgang i Norge med henblik på at begyndte en omringning af Tyskland og herigennem afskære landets forsyninger med råmaterialer, herunder jernmalm fra Sverige. Da de Allierede efterfølgende prøvede på at invadere Norge blev de slået tilbage af tyskerne, men den tyske flåde led store tab.

### Slagene om Holland, Belgien, Luxembourg og Frankrig
I maj 1940 invaderede tyskerne Holland, Belgien, Luxembourg og Frankrig. De fire landes forsvar bukkede hurtigt under for den tyske "Blitzkrieg". Store britiske og franske styrker undslap imidlertid til Storbritannien fra Dunkerque under Operation Dynamo. De franske styrker vendte tilbage til Frankrig via Normandiet; men måtte snart overgive sig. Frankrigs tab var på 90.000 døde og 200.000 sårede.
Tyskerne begyndte herefter at overveje hvorledes man skulle reagere overfor Storbritannien. Hvis briterne nægtede at underskrive en fredsaftale var en mulighed at invadere.
Royal Navys Home Fleet var væsentlig stærkere end den tyske Kriegsmarine, der ydermere havde lidt store tab ved Norge, og det var derfor en absolut forudsætning for en landgang i Storbritannien, at det tyske Luftwaffe havde opnået luftherredømmet, om ikke over de Britiske Øer så over invasionskysten.

## 1941–44: Mellemspil
Efter Slaget om England kunne man ikke længere anse en invasion af Storbritannien for en realistisk mulighed. Mens hovedparten af den tyske hær blev opstillet ved grænsen til Sovjetunionen som optakt til Operation Barbarossa – invasionen af Sovjetunionen – begyndte tyskerne at opføre Atlantvolden, som var en række forsvarsstillinger fra det nordlige Norge til den fransk-spanske grænse med hovedvægten i området omkring den Engelske Kanal. Atlantvolden blev bygget i forventning om at briterne på et tidspunkt ville forsøge en invasion i Europa.
På grund af de voldsomme logistiske forhindringer, som en invasion over Kanalen skulle overvinde, besluttede de Allieredes øverste militære chefer at gennemføre et større forsøg i form af et angreb på byen Dieppe i Frankrig. Hovedparten af tropperne var canadiere, men der var også mindre britiske, amerikanske og Frie franske enheder involveret. Angrebet blev en katastrofe. Næsten totredjedele af angrebsstyrken blev dræbt, såret eller tilfangetaget. De Allierede lærte imidlertid meget af det fejlslagne angreb, og disse erfaringer blev anvendt ved senere invasioner.
I næsten to år var der ingen kampe på landjorden på Vestfronten, bortset fra kommandoangreb og aktioner fra modstandsbevægelserne i de besatte lande, som fik støtte fra det britiske SOE og det amerikanske OSS. De Allierede bragte imidlertid på anden vis krigen til Tyskland, idet der blev indledt en strategisk bombekampagne, som med stadig stigende styrke blev gennemført af 8. amerikanske luftvåben om dagen og Royal Air Force Bomber Command om natten.
To tidlige britiske angreb for hvilke der blev tildelt kamptegn var mod Boulogne (11. juni 1940) og Guernsey (14.–15. juli 1940).
Der blev også uddelt kamptegn for deltagelse i "North-West Europe Campaign of 1942", som omfattede angrebene på: Bruneval (27.–28. februar 1942), St Nazaire (27.–28. marts 1942), Bayonne (5. april 1942), Hardelot (21.–22. april 1942), Dieppe (19. august 1942) samt Gironde (7.–12. december 1942).
Et angreb mod Sark om natten mellem 3. og 4. oktober 1942 er værd at bemærke fordi der nogle dage senere blev udsendt en tysk propagandameddelelse, som antydede at mindst én tilfangetaget deltager var undsluppet, og at to var blevet skudt, da de gjorde modstand mod at få deres hænder bundet. Denne episode om at binde fangers hænder bidrog til Hitlers beslutning om at udstede sin førerbefaling (Befehl über die Vernichtung von Kommandotrupps und Fallschirmspringern) som gik ud på, at alle tilfangetagne kommandosoldater rutinemæssigt skulle henrettes.
Da man nåede til sommeren 1944, hvor forventningen om en allieret invasion åbent blev bekræftet af højtstående tyske officerer, var placeringen af tropper til at imødegå den en opgave for OB West – det tyske militærhovedkvarter i Paris. Det havde kommandoen over tre overordnede hovedkvarterer: Hovedkvarteret i Holland (Wehrmacht Befehlshaber Niederlande W.B.N.), som omfattede forsvaret af den hollandske og belgiske kyst, Heeresgruppe B som omfattede forsvaret af de nordfranske kyster, hvoraf 15. armé med hovedkvarter i Tourcoing havde ansvar for området nord for Seinen, og 7. armé med hovedkvarter i Le Mans) havde ansvaret for området mellem Seinen og Loire og forsvaret af Kanalkysten og Atlanterhavskysten, mens Heeresgruppe G havde ansvar for forsvaret af kysten ud til Biscayen og Vichy-frankrig. Her havde 1. armé med hovedkvarter i Bordeaux ansvar for forsvaret af Atlanterhavskysten mellem Loire og den spanske grænse, mens 19. armé med hovedkvarter i Avignon) havde ansvaret for den franske middelhavskyst.
Da det ikke lod sig forudsige hvor de Allierede ville vælge at gøre landgang var det nødvendigt at foretage en betydelig spredning af de mobile tyske reserver, som rummede hovedparten af de pansrede styrker. Hver Heeresgruppe fik tildelt sine mobile reserver. Heeresgruppe B rådede over 2. panserdivision i det nordlige Frankrig, 116. panserdivision ved Paris og 21. panserdivision i Normandiet. Heeregruppe G havde i betragtning af muligheden for en invasion på Atlanterhavskysten placeret sine mobile reserver med 11. panserdivision ved Gironde, 2. SS panserdivision Das Reich var i færd med at blive genudrustet omkring den sydfranske by Montauban og 9. panserdivision var placeret i området ved Rhone-flodens delta.
OKW fastholdt selv kontrollen over en betydelig reserve af sådanne divisioner, men de var også spredt over et stort område: 1. SS panserdivision Leibstandarte SS Adolf Hitler var under opbygning og træning i Holland, 12. SS panserdivision Hitlerjugend og Panser Lehr divisionen var placeret i området mellem Paris og Orleans da kysterne i Normandiet blev anset for de mest sandsynlige invasionsområder. 17. SS Pansergrenaderdivision Götz von Berlichingen var placeret lige syd for Loire i nærheden af Tours.

## 1944–45: Den anden front

### Normandiet
Den 6. juni 1944 indlede de Allierede Operation Overlord (også kendt som "D-Dag") — den længe ventede befrielse af Frankrig. Vildledningsplanerne Operation Fortitude og Operation Bodyguard havde overbevist tyskerne om at invasionen ville ske ved Pas-de-Calais, mens det faktiske mål var Normandiet. Efter to måneders hårde kampe i den vanskeligt fremkommelige bocage gav Operation Cobra amerikanerne mulighed for at bryde ud af den vestlige del af brohovedet. Snart efter rullede de allierede hære gennem Frankrig. De omringede omkring 250.000 tyske soldater i Falaise-lommen, men som det så ofte var sket på Østfronten nægtede Hitler at give tilladelse til en strategisk tilbagetrækning før det var for sent. Det lykkedes for 100.000 tyskere at undslippe fra Falaise-lommen, men de efterlod hovedparten af deres udstyr, og 150.000 blev taget til fange.
De Allierede havde argumenteret frem og tilbage om hvorvidt de skulle angribe over en bred front eller over en smal front siden før D-dag. Hvis briterne var brudt ud af brohovedet ved Caen
da de indledte Operation Goodwood og var fortsat langs kysten kunne de etablerede realiteter have afgjort spørgsmålet til fordel for en smal front; men da udbruddet skete under Operation Cobra i den vestlige ende af brohovedet drejede 21. armégruppe, som bestod af britiske og canadiske tropper, op gennem Belgien, Holland og Nordtyskland, mens 12. amerikanske armégruppe rykkede frem mere sydligt i retning af det østlige Frankrig, Luxembourg og Ruhr-distriktet og hurtigt spredtes ud over en bred front. Da det var den strategi, som blev foretrukket af SHAEF, de vestallieredes øverstbefalende i Europa general Eisenhower og hovedparten af den øverste amerikanske militærledelse blev det den strategi, som blev fulgt.

### Befrielsen af Frankrig
Den 15. august 1944 indledte de Allierede Operation Dragoon – invasionen i Sydfrankrig mellem Toulon og Cannes. 7. amerikanske armé og 1. franske armé som tilsammen udgjorde 6. armégruppe fik hurtigt kontrol over brohovedet og udvidede det herefter hastigt således at det sydlige Frankrig blev befriet i løbet af to uger hvorefter de trængte op gennem Rhone-dalen. Deres fremrykning blev først bremset, da de mødte omgrupperede og forskansede tyske tropper i Vogeserne.
Tyskerne i Frankrig stod nu overfor tre slagkraftige allierede armégrupper. Mod nord stod den 21. armégruppe under feltmarskal Sir Bernard Montgomery, i centrum stod 12. armégruppe under General Omar Bradley og mod syd den 6. armégruppe under generalløjtnant Jacob L. Devers. I midten af september havde 6. armégruppe, som kom sydfra, fået kontakt med Bradleys enheder, som kom vestfra, og den overordnede ledelse af Devers' styrke overgik fra overkommandoen i Middelhavsområdet, så alle tre armégrupper nu var under fælles kommando af General Dwight D. Eisenhower i SHAEF (Supreme Headquarters, Allied Expeditionary Forces).
Under det hårde pres i såvel Nord- som Sydfrankrig faldt den tyske hær tilbage. Den 19. august organiserede den franske modstandsbevægelse en generel opstand og befrielsen af Paris fandt sted den 25. august, da general Dietrich von Choltitz accepterede det franske ultimatum og overgav sig til general Philippe Leclerc de Hauteclocque, chefen for 2. franske panserdivision, uden at tage hensyn til ordrer fra Hitler om at Paris skulle forsvares til sidste mand, og om at ødelægge byen.
Befrielsen af det nordlige Frankrig og Benelux-landene havde særlig betydning for indbyggerne i London og det sydøstlige England fordi det forhindrede tyskerne i at sende V-1 flyvende bomber og V-2 raketter mod området.
Uheldigvis for de Allierede gjorde tyskerne sig stor umage for at ødelægge alle havnefaciliteter inden de Allierede kunne nå at erobre dem. Mens de Allierede trængte gennem Frankrig blev deres forsyningslinjer derfor anspændt til bristepunktet. Den såkaldte Red Ball Express, som de Allierede kaldte deres forsyningslinje med lastbiler gennem Frankrig, kunne ganske enkelt ikke transportere tilstrækkelige forsyninger fra havnene i Normandiet til fronten, som i september nærmede sig den tyske grænse.

### Operation Market Garden
Den britiske feltmarskal Montgomery overtalte den allierede overkommando til at gennemføre et modigt angreb i form af Operation Market Garden, som det var hans håb ville bringe de Allierede over Rhinen og skabe den smalle front, som han foretrak. Faldskærmstropper skulle starte i England og nedkastes ved broerne over de vigtigste floder i det tyskbesatte Holland. Tropperne skulle lande ved Eindhoven, Nijmegen og Arnhem. Det britiske 30. korps skulle trænge gennem de tyske linjer langs Maas-Schelde kanalen og etablere forbindelse med de amerikanske faldskærmstropper i Eindhoven. Hvis alt gik godt ville 30. korps herefter fortsætte ind i Tyskland uden at stå overfor flere større forhindringer. Det lykkedes 30. korps at nå frem til 6 af de 7 broer, som faldskærmstropperne havde erobret, men det kunne ikke nå frem til tropperne omkring den 7. bro – broen over Rhinen ved Arnhem. Resultatet var at den 1. britiske luftbårne division blev omtrent udslettet. Offensiven endte med at Arnhem fortsat var på tyske hænder og med at de Allierede havde kontrol over et langt frontfremspring fra den belgiske grænse til området mellem Nijmegen and Arnhem.

### De Allieredes fremrykning fra Paris til Rhinen
Vestfronten begyndte at stabilisere sig, og de Allieredes fremrykning gik i stå ved Siegfried-linjen (Westwall) og den sydlige omegn af Rhinen. Fra starten af september begyndte amerikanerne en langsom og blodig fremrykning gennem Hurtgenskoven.
Havnen i Antwerpen blev befriet den 4. september af 11. britiske pansrede division. Den lå imidlertid langt inde i Scheldemundingen og den kunne derfor først tages i brug da de tyske stillinger på syd- og nordsiden. Breskens-lommen på sydsiden blev ryddet med store tab af canadiske og polske tropper i Operation Switchback, under Slaget ved Schelde. Det blev efterfulgt at en langtrukken operation med det formål at fjerne tyskerne fra den halvø, som ligger nord for Schelde og til sidste et amfibieangreb på øen Walcheren i november. Felttoget blev en vigtig sejr for 1. canadiske armé, da det betød en væsentlig forbedring af forsyningslinjerne, da Antwerpen lå meget tættere på fronten end strandene i Normandiet.
I oktober besluttede amerikanerne, at de ikke kunne nøjes med at omringe byen Aachen og erobre den efter en langstrakt belejring, da byen udgjorde en trussel mod 9. amerikanske hærs flanker.
Da det var den første større by, som var truet af at blive erobret af de Allierede på Vestfronten gav Hitler ordre til at byen skulle holdes for enhver pris. Under slaget om Aachen blev byen erobret efter en hård kamp med tab på 5.000 mand på begge sider og yderligere 5.000 tyskere taget til fange.
Syd for Ardennerne kæmpede amerikanske styrker fra september til midten af december for at trænge tyskerne ud af Lorraine og tilbage bag Siegfried-linjen. Det viste sig at blive en vanskelig opgave at krydse Moselfloden og erobre fæstningen Metz da tyskerne fik forstærkninger og amerikanerne havde problemer med at få forsyninger frem samtidig med at vejret var dårligt. I løbet at september og oktober udkæmpede den 6. armégruppe, som bestod af den 7. amerikanske armé og den 1. franske armé, et vanskeligt felttog gennem Vogeserne. Det var kendetegnet af hårdnakket tysk modstand og langsom fremrykning. I november brød den tyske front imidlertid sammen under presset, hvilket førte til en pludselig allieret fremrykning der førte til befrielsen af Belfort, Mulhouse og Strasbourg og placerede allierede styrker ved Rhinen. Det lykkedes tyskerne at fastholde et stort brohoved (Colmar-lommen) på Rhinens vestlige bred i omegnen af byen Colmar.

#### Vinteroffensiver
Tyskerne havde forberedt et massivt modangreb på Vestfronten efter at de Allierede var brudt ud af brohovedet i Normandiet. Operationen fik navnet Wacht am Rhein og gik ud på at angribe gennem Ardennerne og dreje nordpå til Antwerpen, hvorved de amerikanske og britiske hære blev splittet. Angrebet begyndte den 16. december og blev kendt som Slaget i Ardennerne. Ardennerne blev forsvaret af tropper fra 1. amerikanske armé. Som følge at dårligt vejr, som holdt de allierede fly på jorden, gik det godt i starten for den tyske offensiv, og tyskerne trængte de Allierede 80 km tilbage, så fronten var blot 15 km fra Meusefloden. Efter at være kommet sig over overraskelsen omgrupperede de Allierede sig og tyskerne blev stoppet ved et kombineret modangreb på landjorden og i luften, som til sidst trængte dem tilbage til deres udgangspunkt den 25. januar 1945.
Tyskerne indledte en ny mindre offensiv (Operation Nordwind) ind i Alsace nytårsdag 1945. Den havde til formål at generobre Strasbourg. Tyskerne angreb 6. armégruppe på flere punkter. Da de allierede linjer var kommet under alvorligt pres som følge af krisen i Ardennerne, blev det en bekostelig og langvarig affære at slå Nordwind-offensiven tilbage. Det tog næsten fire uger inden allierede modangreb havde genskabt frontlinjen ved den tyske grænse og elimineret Colmarlommen.

### Invasionen af Tyskland
I januar blev det tyske brohoved ved Roer-floden mellem Heinsberg og Roermond ryddet under Operation Blackcock. Dernæst var det meningen af 1. canadiske armé skulle rykke frem fra området ved Nijmegen i Holland mens 9. amerikanske armé skulle krydse Rur i Operation Grenade, som var planlagt til at starte den 8. februar 1945, men blev forsinket i to uger da tyskerne oversvømmede floddalen ved at ødelægge dæmningerne længere oppe ad floden. I de to uger, mens floddalen var oversvømmet, ville Hitler ikke give feltmarskal Gerd von Rundstedt tilladelse til at trække tropperne tilbage østpå bag Rhinen, da han mente, at det kun ville udskyde den uundgåelige kamp. Hitler gav ham ordre til at kæmpe der hvor tropperne stod.
Da vandstanden d. 23. februar var faldet så meget at 9. amerikanske hær kunne krydse Roer, var andre allierede styrker også nær Rhinens vestlige bred. De af Rundstedts divisioner, som var forblevet på Rhinens vestbred blev revet op under slaget om Rhinlandet og 280.000 mand blev taget til fange. Det ihærdige tyske forsvar for at stoppe den allierede fremrykning til Rhinen i februar og marts 1945 havde således kostet dyrt. De samlede tab vurderes til 400.000 mand.
Overgangen over Rhinen blev gennemført 4 steder. Den ene overgang skyldtes en tilfældig mulighed, som åbnede sig for amerikanske tropper, da det mislykkedes for tyske tropper at sprænge Ludendorff-broen i Remagen i luften. En anden overgang var et hastigt gennemført angreb, mens to andre var nøje planlagt.
- General Omar Bradleys amerikanske styrkers ihærdige forfølgelse af tyske enheder i opløsning førte til erobringen af Ludendorff-broen over Rhinen ved Remagen ved enheder af 1. amerikanske armé. Bradley og hans underordnede udnyttede hurtigt den overgang, som var sket den 7. marts og udvidede brohovedet til en overgang i fuld skala.

- Bradley gav general Patton, hvis 3. amerikanske armé havde kæmpet sig gennem Pfalz, ordre til at erobre Rhinen i forbifarten [bør uddybes]. Det var netop hvad 3. armé gjorde om natten den 22. marts, hvor den krydsede floden i et hastigt planlagt angreb syd for Mainz ved Oppenheim.

- Mod nord var Operation Plunder overgangen over Rhinen ved Rees og Wesel, som blev gennemført af den britiske 21. armégruppe om natten den 23. marts. Den omfattede historiens største luftbårne operation, som havde fået kodenavnet Operation Varsity. På det sted hvor briterne krydsede Rhinen er den dobbelt så bred og har langt større vandgennemstrømning end på de amerikanske overgangssteder og Montgomery besluttede, at den kun kunne krydses sikkert ved en omhyggeligt planlagt operation.

- Mod syd i 6. armégruppes område angreb den 7. amerikanske armé over Rhinen i området mellem Mannheim og Worms den 26. marts. En femte overgang i langt mindre skala blev senere gennemført af den 1. franske armé ved Speyer.

Da først de Allierede havde krydset Rhinen spredte de tyske tropper sig ud i nordøstlig retning mod Hamborg. De krydsede Elben og fortsatte mod Danmark og Østersøen. Britiske og canadiske faldskærmstropper nåede til Østersøbyen Wismar lige før de sovjetiske tropper den 2. maj. Den amerikanske 9. armé, som havde været under britisk kommando siden slaget i Ardennerne drejede sydpå som den nordlige del af en knibtangsmanøvre, der omringede Ruhrkedlen.
Den 12. amerikanske armégruppe spredte sig ud over det centrale Tyskland. 1. armé drejede nordpå som den sydlige del af knibtangen der omringede Ruhrkedlen. Den 1. april var omringningen en kendsgerning, og 9. armé vendte tilbage til at være under kommando af general Bradleys 12. armégruppe. Den tyske Heeresgruppe B, som var under kommando af feltmarskal Walter Model blev omringet i Ruhrkedlen og 300.000 soldater blev taget til fange. Den 9. og 1. amerikanske armé drejede derpå østpå og fortsatte til Elben, som blev nået midt i april. Under fremrykningen mod øst blev byerne Frankfurt am Main, Kassel, Magdeburg, Halle og Leipzig forsvaret voldsomt af tilfældigt sammensatte tyske enheder bestående af regulære tropper, antiluftskyts-frivillige, Volkssturm og bevæbnede grupper fra nazistpartiet. Generalerne Eisenhower og Bradley besluttede, at det ikke gav mening at rykke længere end til Rhinen da det var meningen at det østlige Tyskland under alle omstændigheder skulle besættes af den Røde Hær. 9. og 1. armé stoppede fremrykningen ved Elben og Mulde-floden, hvor de fik kontakt med sovjetiske styrker i nærheden af Elben i slutningen af april.
Den amerikanske 3. armé havde spredt sig ud mod øst, og var nået ind i det vestlige Tjekkoslovakiet og sydøst ind i Bayern og det nordlige Østrig. Da krigen sluttede var 12. amerikanske armégruppe en styrke på 4 arméer (1., 3., 9. og 15.), som talte over 1,3 mio. mand.

### Enden på det tredje rige
6. amerikanske armégruppe spredte sig samtidig ud over det sydvestlige Tyskland nord for Schweiz gennem Bayern og ind i Østrig og Norditalien. Schwarzwald og Baden blev løbet over ende af den 1. franske armé. Tyske tropper gjorde ihærdig modstand ved Heilbronn, Nürnberg og München, men blev overvundet efter slag som varede flere dage. Dele af 3. amerikanske infanteridivision var de første allierede tropper, som nåede Berchtesgaden, mens den 2. franske panserdivision tog Berghof (Hitlers residens i Alperne) den 4. maj. Den tyske Heeresgruppe G overgav sig til amerikanske styrker ved Haar, i Bayern den 5. maj 1945. Feltmarskal Montgomery modtog den tyske kapitulation vedrørende alle tyske tropper i Holland, Nordvesttyskland og Danmark på Lüneburger Heide et område mellem Hamborg, Hannover og Bremen den 4. maj 1945. Da nogle af disse styrker var under ledelse af storadmiral Karl Dönitz, som Hitler havde udpeget til sin efterfølger som statsoverhoved inden han begik selvmord, var dette signal om at krigen i Europa var slut.
Den 7. maj modtog general Eisenhower alle tyske troppers betingelsesløse kapitulation overfor både de Vestallierede og Sovjetunionen i sit hovedkvarter i RheimsDen tyske kapitulation blev underskrevet af den tyske stabschef general Alfred Jodl, som skrev under kl. 2.41. General Franz Böhme meddelte at de tyske tropper i Norge overgav sig betingelsesløst. Krigshandlingerne sluttede kl. 23.01 centraleuropæisk tid (CET) den 8. maj. Samme dag underskrev feltmarskal Wilhelm Keitel, lederen af OKW og Jodls overordnede, som var blevet ført til marskal Georgij Zjukovs hovedkvarter i Karlshorst et kapitulationsdokument, som bortset fra to mindre tilføjelser, som de sovjetiske repræsentanter havde krævet tilføjet, var identisk med kapitulationen i Rheims.

### Felttoget i 1944–45 set i bakspejlet
Mens den betingelsesløse tyske kapitulation var en dundrende succes for de Vestallierede og Sovjetunionen, var vejen til dette resultat påvirket af strategiske beslutninger på begge sider. Set i bakspejlet er det klart, at særlige faktorer og valg havde en kraftig indflydelse på hastigheden og udfaldet af felttoget på Vestfronten.

#### Vildledning
Den allierede vildledning af tyskerne med hensyn til hvor landgangen ville finde sted, var meget vellykket, og hovedparten af de tyske militære ledere var overbevist om at landgangen ville ske ved Calais. Tyskerne undervurderede samtidig de Allieredes villighed til at risikere et amfibieangreb over en strækning, som var længere end den korteste over den engelske kanal. Samtidig med at de Allierede omhyggeligt planlagde landgangen, glemte de at tage højde for terrænet bag strandene, hvilket førte til at tyskerne med stor succes brugte Bocagen som naturlige forsvarsværker, som det tog de Allierede to måneder at passere med enorme tab for infanteriet. Historikere har også hævdet at den amerikanske hær burde være gået i land i den østlige ende af invasionskysten og have udgjort den nordlige fløj af de allierede styrker i Nordvesteuropa. Det primære argument til støtte for dette, er at de amerikanske styrkers mobilitet kunne være udnyttet bedre i det mere åbne terræn og på den mest direkte rute mod Berlin, som den nordlige rute udgjorde. Som det havde været, var det landgangsstyrkernes placering i lejre i England, som blev afgørende for hvor de blev sat i land.

#### Tyskernes undervurdering af de Allierede
Mens tyskerne fra tid til anden havde grund til at betvivle de Allieredes militære evner, står det klart, at tyskerne for tit undervurderede de Allierede. Det mest fatale eksempel var at tyskerne afviste enhver ide om at de Allierede kunne have knækket de tyske krypteringskoder, f.eks. Enigma. Det var et aktiv af allerhøjeste betydning, at de Allierede kunne overvåge tyskernes militære radiotrafik. Mindre dramatisk var det, at tyskerne ofte undervurderede de allierede troppers evner, hvilket af og til førte til at overmodige tyske tropper blev slået eftertrykkeligt.

#### Tropperne
Tropperne havde stor betydning for felttogets udfald. At tyskerne kunne etablere en sammenhængende forsvarslinje – det såkaldte "Mirakel i Vest" efter den katastrofe der var overgået deres tropper i Normandiet, skyldtes næsten udelukkende at den tyske reservehær var i stand til at indsætte nye tropper i en fart. Disse uerfarne enheder blev opbygget med en kadre af kamptrænede veteraner, som hurtigt omdannede reservisterne til kampenheder; tilstrækkeligt trænede til at kunne forsvare befæstede positioner. Selv om de Allierede tog et stort antal tyske soldater til fange under deres fremrykning fra Normandiet til den tyske grænse, undervurderede de tyskernes evne til at genskabe deres styrker under meget vanskelige forhold. De Allierede undervurderede også de tab som deres infanteri ville komme til at lide i Nordvesteuropa og det antal divisioner, som ville være nødvendige for at vinde felttoget. De Allierede havde et tab på 776.294 døde og sårede i Vesteuropa i 1944-45 og den britiske mangel på mandskab blev så alvorlig, at to infanteridivisioner måtte opløses, mens amerikanerne blev tvunget til at fjerne overflødigt personel fra deres forsyningstropper og luftvåben for at bringe deres infanteri op på fuld styrke. Mangelen på mandskab i amerikanske enheder blev forstærket af en tendens til at foretage frontalangreb, uanset omstændighederne, en tendens som var særlig tydelig i månederne med kampe i Hürtgenskoven. Den allierede logistikkrise, som kraftigt påvirkede deres operationer fra september til hen i december havde den afledte konsekvens, at den begrænsede antallet af divisioner i England, som kunne overføres til kontinentet og forstærke fronten, da de Allierede kun kunne forsyne et begrænset antal divisioner øst for Seinen. Efter at de Allierede havde overvundet logistikkrisen overførte amerikanerne divisioner, som skulle have været indsat i Stillehavet, til Europa i en forsinket erkendelse af at der var brug for flere divisioner i Europa.

#### Slaget i Ardennerne
Selv om tyskerne opnåede strategisk overraskelse med deres offensiv i Ardennerne kunne de panserdivisioner, som så omhyggeligt var blevet genopbygget være blevet brugt bedre, hvis de var blevet indsat i forsvaret af Siegfried-linjen og Rheinland, eller måske i forsvaret af Berlin mod den Røde Hær. Det tyske fremstød opnåede ikke at få deres fjenders alliance til at bryde sammen og kostede Tyskland store tab i mandskab og materiel, som landet dårligt kunne undvære. Denne dumhed blev gentaget i Alsace i januar, men med den yderligere ulempe, at denne gang forventede de Allierede angrebet.

#### Allierede fejltagelser
De Allierede begik alvorlige fejl og indsatte deres styrker på tvivlsom vis adskillige gange i løbet af felttoget i 1944-45.
Efter at være brudt ud af brohovedet i Normandiet i august indsatte amerikanerne to panserdivisioner i operationer i Bretagne mens der var hårdt brug for pansertropper i forfølgelsen af tyskerne gennem Frankrig. Selv om havnen i Brest til sidst blev erobret af amerikanerne, lagde denne operation beslag på et helt amerikansk armékorps i en måned, og afstedkom ikke nogen fordel for de Allieredes felttog, da tyskerne ødelagde havnen fuldstændigt inden den blev erobret.
Af frygt for at de to fløje af deres styrker skulle støde sammen, undlod de Allierede at lukke hullet i Falaise-lommen i august, og det lykkedes derfor tyske tropper i stort tal at undslippe mod øst. Selv om operationerne ved Falaise resulterede i at der blev taget et betydeligt antal tyske fanger, undgik mange erfarne tyske soldater og officerer at blive taget til fange, og kunne senere udgøre kadrer i divisioner, der dannede en sammenhængende forsvarslinje i Siegfried-linjen.
Selvom britiske styrker gennemførte en fremragende forfølgelse af tyskerne gennem Nordfrankrig og sluttede med at erobre den yderst vigtige havn i Antwerpen i starten af september, lykkedes det dem ikke straks at få kontrol over Scheldemundingen. Tyskerne indså straks betydningen af Scheldemundingen og indsatte tropper, som gennemførte et langvarigt forsvar af området. At de Allierede ikke hurtigt fik kontrol over Scheldemundingen betød at havnen i Antwerpen ikke kunne bruges før den 28. november, hvilket i høj grad bidrog til den langvarige logistikkrise, som plagede de allierede operationer i fire måneder. Operation Market-Garden var en dobbelt fejltagelse, idet de ressourcer, der blev indsat i den kunne have været brugt bedre, hvis de var blevet anvendt til at rydde Scheldemundingen i stedet for at etablere et smalt frontfremspring, som på ingen måde gavnede den allerede alt for lange allierede frontlinje.
Selv om de led under en alvorlig mangel på infanteri var de amerikanske operationer i området op til Siegfried-linjen, især i 1. armés område, kendetegnet ved blodige frontalangreb. Stivsind og fejlagtige ideer om at den amerikanske hær ikke kunne tillade sig at opgive frugtesløse operationer betød at fem divisioner blev molesteret i kampene i Hürtgenskoven, og angrebet blev først opgivet i december efter at tyskerne havde angrebet i Ardennerne. Koncentrationen af divisioner i området mellem Hürtgenskoven og Aachen betød også at der var tilsvarende få divisioner langs fronten i Ardennerne, med det resultat, at der kun var fire amerikanske divisioner til rådighed i Ardennerne til at modstå en tysk offensiv med 26 divisioner.
Da de Allierede i november opnåede betydelige fremskridt i 6. armégruppes område nægtede general Eisenhower at forstærke succesen og forbød endda sine hærførere i syd at forsøge at angribe over Rhinen i området ved Strasbourg mens det tyske forsvar var i kaos. Denne mangel på vovemod var afledt af general Eisenhowers beslutning om at gennemføre mindre angreb over en bred front, selv om de Allierede ikke havde tilstrækkelig mange divisioner til både at kunne bemande en bred front og at kunne koncentrere tilstrækkelig kampkraft i bestemte områder til at opnå gennembrud. Der var også andre tilfælde af forsigtighed blandt de allierede generaler.
Efter at have krydset Rhinen blev indsættelsen af allierede styrker skæmmet af fejlagtige prioriteringer, mangel på håndfast ledelse fra de øverste politiske lag, og i en vis grad af overdreven frygt for hvad tyskerne formåede.
Da amerikanske tropper nåede til Elben i midten af april, besluttede general Eisenhower på egen hånd, at Berlin ikke længere var et betydningsfuldt militært mål. Den amerikanske hærs officielle historieskrivning forsvarer denne beslutning ved at hævde, at Eisenhower vidste, at Berlin ville komme til at ligge i den sovjetiske zone i efterkrigstidens Europa og ikke så nogen grund til at erobre områder, som ville blive overdraget til Sovjetunionen efter krigen. Andre historikere har været knap så generøse og har hævdet, at det var en politisk beslutning, som afstod fra visse militære fordele.

Eisenhower pointerede overfor Patton, at det var uden militærstrategisk værdi og ville sluge en masse ressourcer at besætte og spurgte Patton: "Hvem skulle ønske det?". Patton svarede: "Jeg tror at historien vil besvare det spørgsmål for dig". Upåvirket af Patton, Simpson eller endda Churchill gav Eisenhower de amerikanske styrker ordre til at stoppe langs Elben og Mulde floderne. Disse spydspidser stod derfor praktisk taget stille mens krigen rasede i yderligere tre uger. Samtidig anså general Bradley de tyskere, som var fanget i Ruhrkedlen for at være den mest alvorlige trussel og indsatte overraskende store amerikanske styrker i nedkæmpelsen af kedlen i stedet for at forstærke sine tropper ved Elben. Som en konsekvens af Eisenhowers beslutning fik den britiske 21. armégruppe ordre på at trænge mod nordøst i retning af Hamborg i stedet for at fortsætte øst på i retning af Berlin.
Endelig viste de Allierede sig underligt blåøjede overfor den tyske propaganda, som hævdede at der eksisterende en Alpefæstning i Bayern og Østrig. Af frygt for et storstilet forsvar af den sidste skanse indsatte general Eisenhower ikke mindre end tre arméer til rydningen af det sydlige Tyskland på et tidspunkt hvor de største tyske styrker stod øst for og ikke syd for general Eisenhowers tropper. Heldigvis for de Allierede var den tyske hær i april 1945 ikke i stand til at udnytte at der forekom troppekoncentrationer og troppebevægelser af tvivlsom værdi.
Selv om de Allierede opnåede en stor sejr, gav deres gennemførelse af felttoget til tider tyskerne mulighed for at forlænge kampen unødigt.

## Yderligere læsning
- Ellis, L. F. (1968). Victory in the West (Volume II). London: HMSO.
- Kurowski, Franz. (2005). Endkampf um das Reich 1944–1945. Erlangen: Karl Müller Verlag. ISBN 3-86070-855-4.
- Young, Peter, editor. World Almanac of World War II. St. Martin's Press.